# 二式三座水上偵察機
二式三座水上偵察機（HD-28）
- 用途：偵察機
- 分類：水上機
- 設計者：ハインケル
- 製造者：ハインケル
- 運用者：大日本帝国海軍
- 初飛行：1926年
- 生産数：1機
- 運用状況：不採用・退役

二式三座水上偵察機（にしきさんざすいじょうていさつき）は、大日本帝国海軍が試作した水上偵察機。製作は愛知時計電機航空機部（のちの愛知航空機）と提携していたドイツのハインケル社が行い、のちに愛知によって改修された。ハインケル社における名称は「HD-28」。また、「ハインケル2号水上偵察機」とも呼ばれる。

## 概要
1926年（大正15年）、愛知は海軍向けに長距離用三座水上偵察機として1機のHD-28をハインケル社から輸入した。HD-28はハインケル社としても進歩的な機体で、高い航続性能・耐久性・耐波性を有していた。しかし、エンジンの不評や視界不良などから実用性に乏しいと判断され、海軍は1929年（昭和4年）頃まで研究を行った後に制式採用を見送った。
機体は全鋼管製骨組の胴体と木金混合骨組の主翼に羽布張りの複葉機で、降着装置は双フロート。エンジンはロレーヌ 18-IIIを装備していた。なお、愛知は三木鉄夫技師を設計主務者として1928年（昭和3年）に機体の小型化、エンジンの中島 ジュピター8（離昇520 hp）への変更、座席や燃料タンクの移動を行った改良型を独自に設計したが、製作には至っていない。

## 諸元
- 全長：10.95 m
- 全幅：15.00 m
- 全高：4.17 m
- 主翼面積：59.5 m2
- 自重：2,365 kg
- 全備重量：3,850 kg
- エンジン：ロレーヌ 18-III 水冷W型18気筒（最大710 hp） × 1
- 最大速度：199 km/h
- 巡航速度：150 km/h
- 実用上昇限度：4,500 m
- 航続時間：7時間
- 武装：
7.7mm固定機銃 × 2
7.7mm旋回機銃 × 2
110kg爆弾 × 2
- 乗員：3名